# Neoperla uniformis
Neoperla uniformis är en bäcksländeart som beskrevs av Banks 1937. Neoperla uniformis ingår i släktet Neoperla och familjen jättebäcksländor. Inga underarter finns listade i Catalogue of Life.